# Swietłoje (obwód kurgański)
Swietłoje (ros. Светлое) – wieś (dieriewnia) w Rosji, w obwodzie kurgańskim, w rejonie lebiażjewskim. W 2010 liczyła 38 mieszkańców.